# Systematic Chaos
Systematic Chaos je deváté studiové album americké progresivní metalové kapely Dream Theater. Bylo vydáno 4. června 2007 ve Spojeném království a 5. června 2007 ve Spojených státech, prostřednictvím Roadrunner Records, která byla prodána do svého předchozího labelu Atlantic Records, jehož prostřednictvím skupina vydala jejich předchozí studiové album Octavarium (2005). Album bylo nahráváno od září 2006 do února 2007 v Avatar Studios v New Yorku, po první přestávce kapely z letního turné po deseti letech.

## Skladby

### In the Presence of Enemies
První nahraná skladba je dvacet pět minut dlouhý epos "In the Presence of Enemies ", kterou popsal Petrucci jako "typický představitel skládání Dream Theater". Popsal skládání jako "velmi progresivní a velmi dlouhé"; Také poznamenal, že to udalo správný tón pro psaní a nahrávání zbytek alba. Je to druhá nejdelší skladba vůbec po "Six Degrees of Inner Turbulence", i když byla rozdělena do dvou částí, protože se hodila pro otevírání i uzavírání za alba. Podle Portnoye, skupina cítila, že by byla příliš dlouhá jako první skladba na albu, ale nechtěli uzavřít album s dlouhou skladbu, protože tak uzavírali čtyřiadvacet minut titulní skladbou na svém posledním albu Octavarium (2005). Během živého vystoupení skladbu hráli v kuse. Během nahrávání měla píseň pracovní název "The Pumpkin King" a v bookletu alba, je píseň uvedena podtitulem "The Heretic and the Dark Master".

### Forsaken
Píseň vypráví o člověku, který je navštíven v noci vampírem. Zatímco muž si myslí, že je odnášen kolem sebe vidí "divy" a neuvědomuje, že po celou dobu, že je čím dál jeho krev nasávána. Animované hudební video "Forsaken", produkoval a režíroval Gonzo Yasufumi Soejima, vydáno 26. ledna 2008. Při výrobě alba, pracovní název pro tuto píseň byla "Jet Lag", a byla to šestá skladba na záznamu.

### Constant Motion
"Constant Motion" byl vydán jako první singl z alba dne 27. dubna 2007. Byl také k dispozici volně ke stažení. Tato píseň byla také k dispozici ke stažení na hudební videohře Rock Band. Píseň je považována za jedenu z nejtěžších pro hru na obě kytary i bicí. Jeho pracovní název byl "Korma Chameleon", a původně to byla druhá skladba.
Portnoy napsal text jako metaforou pro jeho obsedantně-kompulzivní poruchou. Se vším, co dělá pro Dream Theater, stejně jako jeho osobní život, vždy žongluje s mnoha různými projekty či odpovědnosti za kapelu najednou. Takže text je reprezentace to, co se děje v jeho hlavě.
Píseň byla rovněž doprovázena hudebním videem, prvním za více než deset let. Videoklip měl premiéru 13. července 2007, a byl vydán volně ke stažení ve dvou různých formátech a to po omezenou dobu.

### The Dark Eternal Night
Petrucci napsal text k "The Dark Eternal Night" o faraonu, který se vrátil po dlouhé letargii jako monstrum, které straší město. Text je silně ovlivněn povídkou Nyarlathotep od amerického horor-fi spisovatele H. P. Lovecraft, kde dokonce cituje řadu specifických frází z tohoto příběhu. Píseň obsahuje improvizované sólo, které hrál Rudess zatímco byly nahrávány bicí; členům kapely se to líbilo tak, že sólo nechali v konečném záznamu. V říjnu 2010 ve vydání Total Guitar Magazine, kde jeho čtenáři hlasovali o nejlepší riff, "The Dark Eternal Night" skončil jako čtvrtý největší riff dekády. Během natáčení písně, byl její název "N.A.D.S." ( "North American Dream Squad"), a byla to pátá píseň.

### Repentance
Portnoy napsal "Repentance" jako čtvrtou část svého Twelve-step Suite, sbírka písní z různých alb Dream Theater, které popisují léčení anonymních alkoholiků. Tuto ságu uzavírá v řadě desáté studiové album Black Clouds & Silver Linings písní "The Shattered Fortress ". Píseň popisuje kroky osm a devět procesu, které se zabývají sestavením seznamu osob, kterým člověk uškodil, a pokud je to možné, tak přijmout nápravu mezi nimi. Portnoy pozval přátele a kolegy hudebníky Mikael Åkerfeldt, Jon Anderson, David Ellefson, Daniel Gildenlöw, Steve Hogarth, Chris Jericho, Neal Morse, Joe Satriani, Corey Taylor, Steve Vai a Steven Wilson nahrát mluvené slovo jejich vlastní omluvy, lítosti a smutku, které slyšíme v celé skladbě. Portnoy věnoval "Repentance", "Billu W. a všem jeho přátelům". Během nahrávání byl pracovní název "Fisheye " a byla to sedmá a finální píseň.

### Prophets of War
"Prophets of War" napsal James Labrie a text volně vychází z knihy Josepha C. Wilsona "The Politics of Truth". Text hovoří o možných postranních úmyslů za války v Iráku. Název skladby je hříčka, kde "proroci" (Prophets) války, mohli být rovněž i "zisk" (Profit) z války. Titul skladby byl během nahrávání "Carpet Babies " a byla to třetí skladba.

### The Ministry of Lost Souls
I když skladba má téměř 15 minut, je to druhá nejdelší skladba alba. Petrucci zde vypráví o člověku, který zemře při záchraně ženy před utopením. Nicméně, žena, která se zachrání je plná "lítosti", dokud nebude schopna se znovu setkat s jejím zachráncem. Původní název byl "Schindler's Lisp " a byla to čtvrtá skladba.

## Seznam skladeb
Hudbu složila kapela DreamTheater.
| Pořadí         | Název | Text           | Délka                             |
| -------------- | --- | -------------- | --------------------------------- |
| 1.             | In the Presence of Enemies - Part I" - "I Prelude" - "II Resurrection                                                        | Petrucci       | 9:00 - 4:15 - 4:45                |
| 2.             | Forsaken | Petrucci       | 5:35                              |
| 3.             | Constant Motion | Portnoy        | 6:55                              |
| 4.             | The Dark Eternal Night | Petrucci       | 8:53                              |
| 5.             | Repentance" - "VIII Regret" - "IX Restitution                                                                                | Portnoy        | 10:43 - 5:43 - 5:00               |
| 6.             | Prophets of War | LaBrie         | 6:00                              |
| 7.             | The Ministry of Lost Souls                                                                                                   | Petrucci       | 14:57                             |
| 8.             | In the Presence of Enemies - Part II" - "III Heretic" - "IV The Slaughter of the Damned" - "V The Reckoning" - "VI Salvation | Petrucci       | 16:38 - 6:10 - 3:07 - 3:27 - 3:54 |
| Celková délka: | Celková délka: | Celková délka: | 78:41                             |

## Obsazení

### Kapela
- James LaBrie - zpěv
- John Petrucci - kytara
- John Myung - baskytara
- Jordan Rudess - klávesy
- Mike Portnoy - bicí, doprovodný zpěv

### Hosté (mluvené slovo v písni Repentance)
- Mikael Åkerfeldt
- Jon Anderson
- David Ellefson
- Daniel Gildenlöw
- Steve Hogarth
- Chris Jericho
- Neal Morse
- Joe Satriani
- Corey Taylor
- Steve Vai
- Steven Wilson